# Sama Tower

Sama Tower es un rascacielos en la vía de Sheikh Zayed Road de Dubái, en los Emiratos Árabes Unidos. La torre consta de 51 plantas y su construcción concluyó en 2010. A este rascacielos se le solía llamar Al Durrah Tower II.

## Imágenes

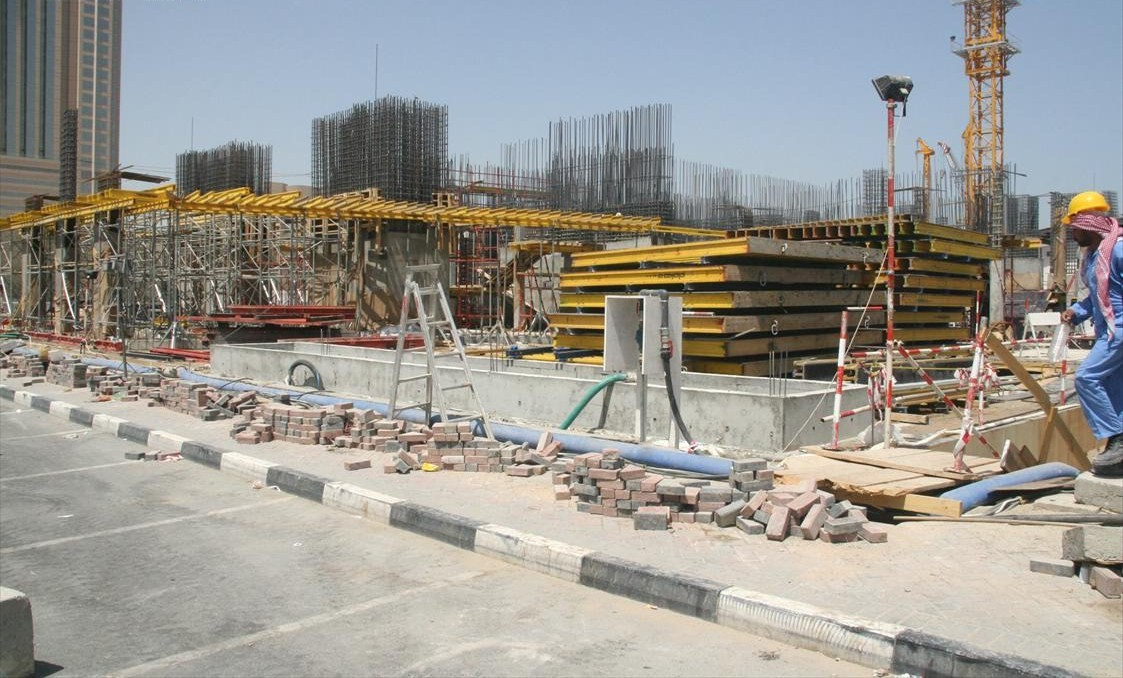
4 de mayo de 2007